# L’Église-aux-Bois
L’Église-aux-Bois – miejscowość i gmina we Francji, w regionie Nowa Akwitania, w departamencie Corrèze.
Według danych na rok 1990 gminę zamieszkiwało 59 osób, a gęstość zaludnienia wynosiła 4 osoby/km² (wśród 747 gmin Limousin L’Église-aux-Bois plasuje się na 533. miejscu pod względem liczby ludności, natomiast pod względem powierzchni na miejscu 450.).

## Populacja

Populacja L’Église-aux-Bois w latach 1962–2008